# Spaniocentra
Spaniocentra là một chi bướm đêm thuộc họ Geometridae.

## Các loài
Bao gồm các loài:
- Spaniocentra hollowayi – Inoue, 1986